# Бенешов
Бене́шов (чеськ. Benešov) — місто в Чехії, Середньочеський край, Бенешовський округ. Адміністративний центр округу. Розташоване за 37 км на південний-схід від Праги.

## Назва
- Бене́шов (чеськ. Benešov, МФА: [ˈbɛnɛʃof]) — сучасна чеська назва.
- Бенеша́у (нім. Beneschau) — історична німецька назва.
- Бене́шов-у-Праги (чеськ. Benešov u Prahy) — альтернативна чеська назва.

## Історія
Перші сліди появи людини в околицях сучасного Бенешова відносяться до неоліту і початку бронзової доби. Після відходу кельтів ця територія залишалася незаселеною, поки в 8 столітті в басейні нижньої течії річки Сазави не з'явилися перші поселення слов'ян.
На початку 10 століття було побудовано городище, що належало Пржемисловичам. Воно стало вихідною точкою подальшої колонізації території на південь від Сазави. Крім правителів і монастирів, тут будували резиденції і чеські вельможі з найближчого оточення правителя, головним чином, рід Бенешовців. У середині 11 століття невідомий представник цього роду заснував на гранітному мису, (зараз називається «На Карлові»), резиденцію з церквою і поселенням близько граду. Завдяки тому, що резиденція була на дорозі з Праги до Австрії, значення цього місця зростало, і воно поступово перетворювалося на центр.
Будівництво міського комплексу в середині 13 століття завершилося заснуванням монастиря міноритів, який став не тільки домінантою міста, але й самим укріпленим компонентом його оборонної системи, так як в самому Бенешові (за винятком деяких об'єктів), скоріш за все, ніколи не було укріплень, що не дуже характерно для старовинних міст. Оборонне значення мали також шпиталь, важлива благодійна установа з церквою св. Єлизавети, яка розміщувалася біля дороги до Праги, а також парафіяльна церква св. Мікулаша, перебудована в кінці 13 століття в стилі «рання готика».
У другій половині 13 століття Бенешов належав представникові чеського дворянства Празькому єпископу Тобіашу з Бенешова, який у боротьбі за владу між Пршемисловичамі і південночеським родом Вітковичів встав на бік Вацлава II. Згідно з деякими джерелами, саме він почав будувати на мису над Конопиським струмком замок Конопиште. Складений з двох частин замок у своєму первісному вигляді був повною копією французького укріпленого замку в Чехії і не мав собі рівних серед дворянських замків того часу.
У 1294 році Бенешов разом з монастирем сильно постраждав від пожежі. Місто було відновлено під час наступного власника, яким став Мілота Бенешовський. Будівництво монастирської церкви було закінчено лише під час правління Карла IV.
У 1327 році останній представник роду Бенешових Тобіаш подарував місто разом з конопиським передмістям своєму родичу Здіславу з Штернберга. Рід Штернберг був власником міста більше двох з половиною століть.
Догусисцький період міста, населеного переважно чехами, відзначений розвитком в різних областях. Тут вже існував міський кримінальний суд, а парафіяльна школа була одним з осередків пожвавлення духовної та культурної діяльності. Вчення Яна Гуса знайшло тут досить багато послідовників. Однак власник міста Петро Конописький з Штернберга був непримиренним противником гусистів. Його загони, що були в монастирі міноритів, напали на війська Жижки, що рухався на допомогу Празі. Жижка відбив атаку і підпалив монастир, у результаті чого згоріло майже дотла все місто. Після смерті Петра, що поліг смертю хоробрих у битві під Вишеградом, його дружина Пехта перейшла на бік пражан, забезпечивши тим самим місту відносний спокій.
У середині 15 століття власником міста був Зденек Штернберг, колишній спочатку прихильником короля Георгія Подебрадського, а потім перейшов на бік його ворогів. Королівські війська взяли в облогу Конопіште. Після 18-місячної облоги замок здався. Знову у Штернберга він виявився тільки після оломоуцького миру в 1478 році.
У другій половині 15 століття в Бенешові проходили важливі земські сейми, зокрема, про перемир'я чеської церкви з римською курією. А королева-вдова тут же закликала до примирення прихильників двох ворогуючих дворянських таборів.
Бенешов довгий час боровся за свої економічні права, тому на початку 18 століття населення міста радісно вітали створення магістрату, бо це звільняло їх від залежності від власників Конопіште. Нарешті суперечки закінчилися договором про викуп.
На початку 19 століття у зв'язку з відсутністю умов для створення промисловості, Бенешов економічно майже не розвивався.
Новий власник маєтку спадкоємець трону Франц Фердинанд д'Есте, перетворивши замок у свою родову резиденцію, перебудував палац, перемістив промислові підприємства в місто і заклав великий парк (225 га) англійського типу (пейзажний, із вільним плануванням).

## Пам'ятки
- Стара ратуша
- Міський музей
- Церква св. Анни за проектом Алліпранді.
- Церква св. Мікулаша на Карлові
- Юдейський цвинтар.

Поблизу міста розташований родовий замок Штернберків — Чеський Штернберк